# The Jet Set

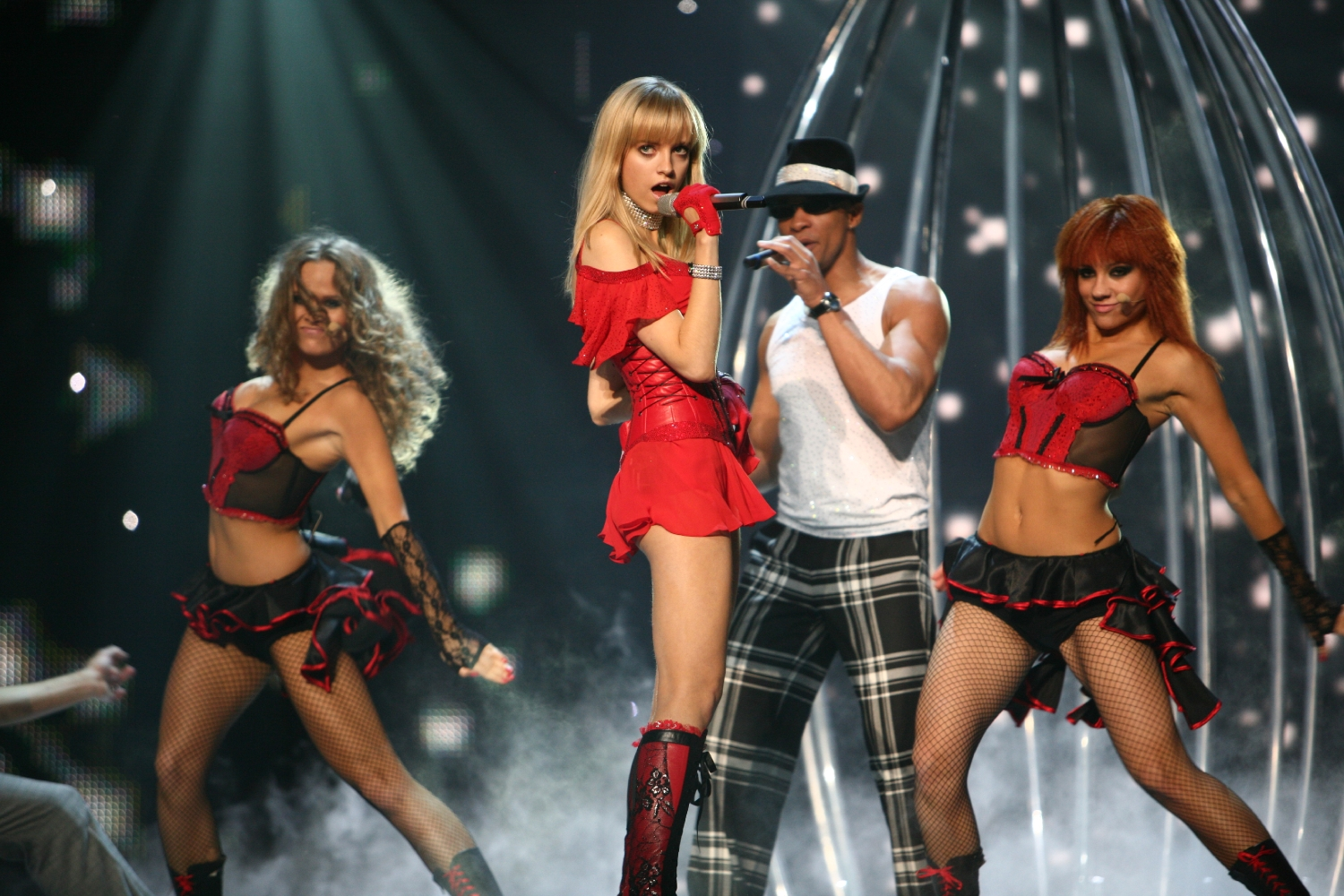
The Jet Set i Eurovision Song Contest 2007.

The Jet Set är en polsk musikgrupp, som består av Sasha Strunin och David Junior Serame. Gruppen bildades 2005 och representerade Polen vid Eurovision Song Contest 2007 i Helsingfors med låten Time To Party. De tog sig inte vidare från semifinalen.